# Batrachonotus fragosus
Batrachonotus fragosus är en kräftdjursart som beskrevs av William Stimpson 1871. Batrachonotus fragosus ingår i släktet Batrachonotus och familjen Inachoididae. Inga underarter finns listade i Catalogue of Life.